# Lancer du marteau en Coupe d'Europe des nations d'athlétisme
Le lancer du marteau est disputé en Coupe d'Europe d'athlétisme depuis 1965.
Les vainqueurs individuels en sont :
- 1965 : Romuald Klim (URS) 67,70 m
- 1967 : Romuald Klim (URS) 70,58
- 1970 : Anatoliy Bondarchuk (URS) 70,46
- 1973 : Anatoliy Bondarchuk (URS) 74,08
- 1975 : Karl-Hans Riehm (FRG) 77,50
- 1977 : Karl-Hans Riehm (FRG) 75,90
- 1979 : Karl-Hans Riehm (FRG) 78,66
- 1981 : Youri Sedykh (URS/UKR) 77,68
- 1983 : Sergey Litvinov (URS) 81,52
- 1985 : Juri Tamm (URS/EST) 82,90
- 1987 : Sergey Litvinov (URS) 82,28
- 1989 : Heinz Weis (FRG) 79,86
- 1991 : Igor Astapkovich (URS) 81,60
- 1993 : Sergey Litvinov (RUS) 80,78
- 1994 : Vasiliy Sidorenko (RUS) 78,76
- 1995 : Ilya Konovalov (RUS) 79,66
- 1996 : Karsten Kobs (GER) 78,18
- 1997 : Heinz Weis (GER) 81,42
- 1998 : Heinz Weis (GER) 79,68
- 1999 : Hristos Polyhroniou (GRE) 79,72
- 2000 : Christophe Épalle (FRA) 78,51
- 2001 : Szymon Ziółkowski (POL) 80,87
- 2002 : Olli-Pekka Karjalainen (FIN) 79,25
- 2003 : Karsten Kobs (GER) 80,63
- 2004 : Szymon Ziółkowski (POL) 77,27
- 2005 : Szymon Ziółkowski (POL) 79,14
- 2006 : Szymon Ziółkowski (POL) 79,31
- 2007 : Szymon Ziółkowski (POL) 77,99 (devant Markus Esser (GER), 74,68 et Alexandros Papadimitriou (GRE) 73,83)